# Cabana Voina
Cabana Voina este o cabană din Munții Iezer-Păpușa, la 20 km nord de Câmpulung Muscel.

## Caracteristici
Situată în Munții Iezer-Păpușa (munți ce fac parte din Grupa montană Iezer-Păpușa-Făgăraș), la marginea unei poieni largi pe cheile râului Târgului, Cabana Voina reprezintă o importantă bază turistică. Ea oferă un excelent loc de odihnă și este, în același timp, un restaurant dar și un punct de plecare pentru numeroase excursii în împrejurimi sau în excursii mai dificile în Munții Făgăraș. Astfel, pe versantul sud-vestic al Munților Iezer-Păpușa, la marginea unei frumoase păduri de brad, se poate poposi la Cabana Cuca, iar pe versantul nord-estic se poate ajunge la cheile râului Dâmbovița.
- altitudinea: 966 m
- căi de acces: drumul județean DJ734 din Câmpulung-Muscel, trecând prin Lerești
- deschisă permanent